# Mistrzostwa Europy w Boksie 1951
IX Mistrzostwa Europy w Boksie (mężczyzn) odbyły się w dniach 14–19 maja 1951 w Mediolanie (Włochy). Startowało 132 uczestników z 20 państw, w tym dziesięciu reprezentantów Polski. Po raz pierwszy walczono w 10 kategoriach wagowych (doszły wagi lekkopółśrednia i lekkośrednia). Również po raz pierwszy nie toczono walk o trzecie miejsce i przyznawano brązowe medale obu półfinalistom.

## Medaliści

### Waga musza
| Złoto                   | Srebro                    | Brąz                                                 |
| ----------------------- | ------------------------- | ---------------------------------------------------- |
| Aristide Pozzali Włochy | Hein van der Zee Holandia | Pentti Hämäläinen Finlandia · Antoine Martin Francja |

### Waga kogucia
| Złoto                     | Srebro                 | Brąz                                               |
| ------------------------- | ---------------------- | -------------------------------------------------- |
| Vincenzo Dall’Osso Włochy | William Kelly Irlandia | János Erdei Węgry · Hermann Mazurkiewitsch Austria |

### Waga piórkowa
| Złoto                  | Srebro                   | Brąz                                          |
| ---------------------- | ------------------------ | --------------------------------------------- |
| Joseph Ventaja Francja | Kosta Leković Jugosławia | István Kisfalvi Węgry · Åke Wärnström Szwecja |

### Waga lekka
| Złoto                 | Srebro              | Brąz                                                 |
| --------------------- | ------------------- | ---------------------------------------------------- |
| Bruno Visintin Włochy | István Juhász Węgry | David O'Connell Irlandia · Milivoje Bulat Jugosławia |

### Waga lekkopółśrednia
| Złoto                 | Srebro                   | Brąz                                                |
| --------------------- | ------------------------ | --------------------------------------------------- |
| Herbert Schilling RFN | Marcello Padovani Włochy | Peter Müller Szwajcaria · Terence Milligan Irlandia |

### Waga półśrednia
| Złoto                  | Srebro                 | Brąz                                            |
| ---------------------- | ---------------------- | ----------------------------------------------- |
| Zygmunt Chychła Polska | Hans Kohlegger Austria | Gert Strahle Szwecja · Jacques Dugenier Francja |

### Waga lekkośrednia
| Złoto             | Srebro              | Brąz                                       |
| ----------------- | ------------------- | ------------------------------------------ |
| László Papp Węgry | Jens Andersen Dania | Alfred Paliński Polska · Alfred Lay Anglia |

### Waga średnia
| Złoto               | Srebro             | Brąz                                                 |
| ------------------- | ------------------ | ---------------------------------------------------- |
| Stig Sjölin Szwecja | Günther Sladky RFN | Hans Niederhauser Szwajcaria · Jean Lalounis Francja |

### Waga półciężka
| Złoto                | Srebro                 | Brąz                                                     |
| -------------------- | ---------------------- | -------------------------------------------------------- |
| Marcel Limage Belgia | Bjarne Lingås Norwegia | Giovanni Battista Alfonsetti Włochy · Rolf Storm Szwecja |

### Waga ciężka
| Złoto                   | Srebro           | Brąz                                     |
| ----------------------- | ---------------- | ---------------------------------------- |
| Giacomo Di Segni Włochy | Edgar Gorgas RFN | Jan Dijkman Holandia · José Peyre Belgia |

## Występy Polaków
- Janusz Kasperczak (waga musza) przegrał pierwszą walkę w eliminacjach z Pentti Hämäläinenem (Finlandia)
- Maksymilian Grzywocz (waga kogucia) wygrał w eliminacjach z Kurtem Bucherem (Szwajcaria), przegrał w ćwierćfinale z Hermannem Mazurkiewitschem (Austria)
- Henryk Tyczyński (waga piórkowa) przegrał pierwszą walkę w eliminacjach z Istvánem Kisfalvim (Węgry)
- Aleksy Antkiewicz (waga lekka) przegrał pierwszą walkę w eliminacjach z Bruno Visintinem (Włochy)
- Jerzy Debisz (waga lekkopółśrednia) przegrał pierwszą walkę w ćwierćfinale z Herbertem Schillingiem (RFN)
- Zygmunt Chychła (waga półśrednia) wygrał w eliminacjach z Franzem Buchlerem (RFN), w ćwierćfinale z Pierre Woutersem  (Belgia), w półfinale z Gertem Strahle (Szwecja) i w finale z Hansem Kohleggerem (Austria) zdobywając złoty medal
- Alfred Paliński (waga lekkośrednia) wygrał w ćwierćfinale z Johnem Tandrevoldem (Norwegia), w półfinale przegrał z Jensem Andersenem (Dania) zdobywając brązowy medal
- Antoni Kolczyński (waga średnia) wygrał w eliminacjach z René Corhayem (Belgia), przegrał w ćwierćfinale z Güntherem Sladkym (RFN)
- Tadeusz Grzelak (waga półciężka) przegrał pierwszą walkę w ćwierćfinale z Rolfem Stormem (Szwecja)
- Antoni Gościański (waga ciężka) wygrał w eliminacjach z Hansem Müllerem (Szwajcaria), przegrał w ćwierćfinale z Giacomo Di Segnim (Włochy)